# 杰罗姆山公墓和火葬场
杰罗姆山公墓和火葬场（Mount Jerome Cemetery & Crematorium）是爱尔兰都柏林哈罗德十字的一个墓地、火葬场。它创建于1836年，早期只埋葬爱尔兰教会信徒，1920年代以后也开始接纳天主教徒，大量爱尔兰名人埋葬于此。其火葬场建造于2000年。